# عبد المنعم العودات
عبد المنعم صالح شحادة العودات (1 يوليو 1973 -) سياسي وبرلماني أردني مواليد إربد يشغل منصب وزير الشؤون السياسية والبرلمانية في حكومة جعفر حسان منذ 18 سبتمبر 2024. رئيس إحدى دورات مجلس النواب الأردني التاسع عشر، عضو مجلس النواب الأردني منذ سنة 2013 في المجلس النيابي السابع عشر. يعتبر ثان رئيس مجلس نواب لم يكن بالسابق وزيراً أو رئيس وزراء.

## حياته الشخصية
ولد العودات في محافظة إربد شمال الأردن سنة 1973. حصل على شهادة البكالوريوس في القانون من جامعة اليرموك، حيث استطاع خلال فترة دراسته أن يمثل الكلية عام ألف و تسعة مائة و ستة و تسعون في أتحاد الطلاب , شغل العديد من المناصب بعد تخرجه من الجامعة، كما عمل في العديد من المجالات ولديه خبر كبيرة في القانون الأردني الذي أدي إلي عمله كـ”محامي”، لصالح بعض العلامات التجارية، و كذلك كـ”محام مزاول مجاز “، من أجل الوقوف في المحاكم، شخصية معتمدة كمحامي من قبل “المحاكم الأردنية”، ترافع في عشرات القضايا الحساسة، و كان له دوره بها.
كما يُعد شريكًا سابقًا في مكتب محاماة مع وزير العدل الحالي بسام التلهوني، والذي عمل من خلاله كمحامي للعلامات التجارية في الأردن.

## حياته السياسية
أصبح العودات لأول مرة عضواً في مجلس النواب الأردني السابع عشر بعد فوزه بانتخابات سنة 2013، ثم ترشح وفازفي جميع الانتخابات التي تلتها في السنوات 2017، 2020، أصبح رئيساً لمجلس النواب الأردني في المجلس التاسع عشر وذلك منذ الدورة غير العادية الأولى لمجلس النواب الـ19، وكذلك كان رئيساً للجنة القانونية في المجلس الثامن عشر في الدورة العادية الثالثة والرابعة .